# University of Cambridge ESOL examination
University of Cambridge ESOL Examination is een serie van examens die de beheersing van de Engelse taal toetst van personen die Engels niet als moedertaal spreken. 
Wereldwijd nemen jaarlijks twee miljoen mensen deel aan de examens. Het examen wordt in meer dan 130 landen afgenomen. Er zijn verschillende examens voor verschillende doelgroepen. Zo omvat het ESOL examens in algemeen Engels, Engels op academisch niveau en Engels voor gebruik in het zakenleven. Daarnaast voorziet ESOL in examens om een bevoegdheid tot leraar Engels te behalen.
ESOL staat voor English for Speakers of Other Languages. 

## De examens

### General English
Deze examens zijn examens in algemeen Engels, aangeduid met niveau:
- KET (Key English Test): beginner
- PET (Preliminary English Test): gemiddeld
- FCE (First Certificate in English): bovengemiddeld
- CAE (Certificate in Advanced English): gevorderd
- CPE (Certificate of Proficiency in English): sprekend op moedertaalniveau

### Deelexamens
Deze examens zijn deelexamens van bovenstaande. De onderwerpen zijn lezen, schrijven, spreken, luisteren en alledaags Engels:
- CELS (Certificates in English Language Skills)
- Certificates in ESOL Skills for Life

### Zakelijk Engels
- BEC (Business English Certificates): Examen in zakelijk Engels. Wordt gehouden op drie niveaus.

### Academisch Engels
- IELTS (International English Language Testing System)

### Engels voor kinderen
- YLE (Cambridge Young Learners' English Tests): Examens om het niveau van de Engelse taal te bepalen voor kinderen van 7 tot 12 jaar.

### Leraren
- TKT (Teaching Knowledge Test): Examen om een bevoegdheid in het lesgeven van de Engelse taal te behalen voor personen die Engels niet als moedertaal hebben.

### Juridisch Engels
- ILEC (International Legal English Certificate): Een examen in Engels voor rechters.